# 광둥인민방송
광둥인민방송(광동인민광파전대. 중국어 간체자: 广东人民广播电台, 정체자: 廣東人民廣播電臺, 병음: Guǎngdōng Rénmín guangbo diantai)은 중화인민공화국 광둥성 광저우에 위치해 있는 성급 방송국이다.

## 연혁
- 1949년 10월 18일 광둥인민방송 개국.

## 방송 채널
총 10개의 채널이 있다.
- 광둥위성방송(广东卫星广播) - 91.3 MHz. 1996년 7월 8일 개국.
- 주강경제(珠江经济) - 1062 kHz, 97.3 MHz. 1986년 12월 15일 개국. 주로 경제 프로그램을 방송한다.
- 남월의 소리(南粤之声) - 105.7 MHz.
- 음악의 소리(音乐之声) - 99.3 MHz. 1991년 1월 23일 개국.
- 남방생활방송(南方生活广播) - 93.5 MHz.
- 성시의 소리 - 103.7 MHz. 1996년 4월 18일 개국.
- 재경927 (财经927) - 927 kHz, 95.3 MHz.
- 양성교통(羊城交通) - 105.2 MHz. 1993년 7월 30일 개국. ‘양성’은 광저우를 뜻한다.
- 문체방송(文体广播) - 107.7 MHz.
- 교육방송(教育台) - 107.7 MHz.

## 방송 언어
- 중국어
- 광동어
- 영어